# Nasale (anatomia)

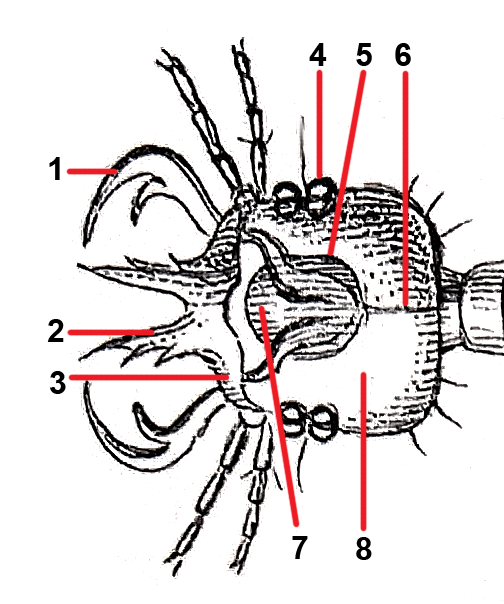
Widok grzbietowy na głowę larwy Leistus rufomarginatus. Wydłużone nasale oznaczone cyfrą 2

Nasale − przednio-środkowy wyrostek czoła u niektórych stawonogów w formie jednolitej płytki.
Tworzony jest przez zlanie się czoła, nadustka i wargi górnej, czoła i nadustka lub nadustka i wargi górnej.
Struktura ta jest obecna zwłaszcza u larw niektórych chrząszczy, szczególnie z podrzędu drapieżnych u których płynnie przechodzi w frontoclypeus.
U biegaczowatych nasale zajmuje środkowy odcinek krawędzi czołowej części głowy i zwykle opatrzone jest czterema ząbkami. Pierwotnie każdy z ząbków wyposażony jest w niewielki, wierzchołkowy organ zmysłowy (np. u Nebriini). Ząbki nasale mogą być silnie wydłużone (np. Leistus), zredukowane do guzków, całkiem spłaszczone (np. większość szykoni), zastąpione drobnymi ząbkami (np. u skorobieżków) lub zlane w jeden spiczasty (niektóre biegacze) albo trójkątny (Elaphrus) ząb. Czasem na brzusznej powierzchni nasale wyrasta ząbkowany hypodon. Po bokach nasale znajdują się adnasalia.
Wśród Hydrophiloidea wyraźne nasale uznaje się za synapomorfie Helophoridae, Epimetopidae, Georissidae i kałużnicowatych. Struktura ta pojawia się też niezależnie u pokrewnych Histeroidea.
U sprężykowatych nasale wyposażone jest w jeden do kilku ząbków i może być krótsze niż adnasalia. U Aspidytidae nasale pozbawione jest ząbków i oddzielone od adnasaliów przez głębokie rowki.